# Florencio Vaamonde Lores

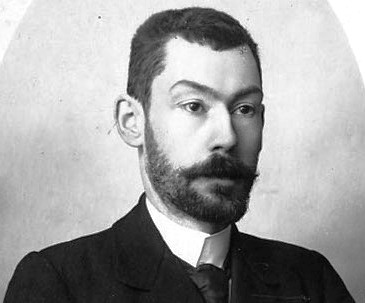
Florencio Vaamonde Lores.

Florencio Vaamonde Lores (Bergondo, 2 de abril de 1860 - La Coruña, 20 de octubre de 1925 fue un historiador, traductor y escritor español en lengua gallega.
Se trata de uno de los escritores más destacados del Rexurdimento, preocupado por la lengua gallega y por el esplendor de su literatura.Buena muestra de esto radica en el hecho de que fuera uno de los miembros fundadores de la Real Academia Gallega (1906). Colaboró en la Revista Gallega de Galo Salinas. Vaamonde Lores quiso introducir nuevas corrientes y tendencias en la literatura gallega. Quizás guiado por su condición de historiador, creó el primer poema épico escrito en gallego (Os Calaicos, 1894). Es el autor del mito de María Pita. De la lectura de sus obras se desprende la voluntad de crear una lengua culta. De ideología regionalista, participó en las tertulias de la Cova Céltica, celebradas en la librería que Uxío Carré Aldao tenía en La Coruña.

## Obra

### Poesía épica

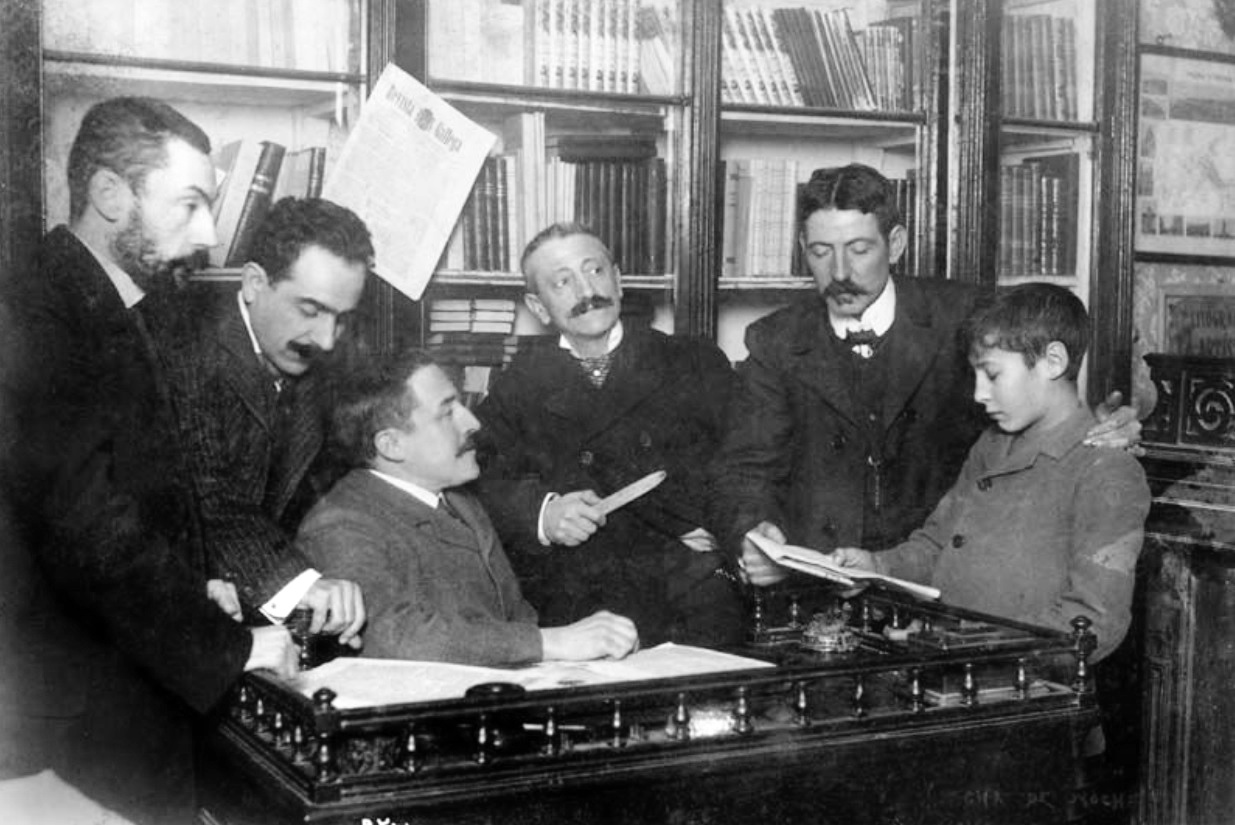
Florencio Vaamonde, izquierda, en el consejo de redacción da Revista Gallega.

- Os Calaicos (1894).

### Poesía
- Mágoas (1901).
- Follas ao Vento (1919).

### Prosa
- Bestas Bravas (1923).
- Anxélica (1925).

### Ensayos
- Resume da Historia de Galicia (1898).
- Historia de la Agricultura en Galicia (1910).